# Co? Gdzie? Kiedy?
Co? Gdzie? Kiedy? (ros. Что? Где? Когда?, Czto? Gdie? Kogda?) – intelektualny teleturniej popularny w mediach rosyjskojęzycznych i innych krajach WNP od połowy lat 70. XX wieku. Obecnie jest emitowany na kanale Pierwyj, a także istnieje jako gra ze współzawodnictwem rozgrywana w klubach organizowanych przez Międzynarodowe Stowarzyszenie Klubów. Teleturniej emitowany jest od 4 września 1975. Prowadzącym program jest Boris Kriuk.

## Wersja sportowa
Ponad 36 000 drużyn na całym świecie gra w sportową wersję gry, która powstała w oparciu o program telewizyjny.
Po raz pierwszy Otwarte Mistrzostwa Polski z Co? Gdzie? Kiedy? odbyły się 28–29 kwietnia 2018 w Warszawie. Mistrzem Polski została drużyna z Krakowa „Gleb Szyszkin”, drugie miejsce zajął warszawski „WarSowiak” (Tejmur Alijew, Jelena Zacharowa, Elena Leszczyńska, Antoni Leonik, Aleksander Zaleski, Aleksander Lapko – kapitan), na trzecim – wrocławska „Są, chcą”. Razem uczestniczyło 20 drużyn z Polski, Czech, Litwy, Niemiec, Rosji i Ukrainy.
Warszawski Klub Intelektualistów „Co? Gdzie? Kiedy?” jest największy w Polsce. Polskie drużyny regularnie uczestniczą w turniejach międzynarodowych: Otwarte Mistrzostwa Cypru w marcu 2018, Studencki Puchar Europy i Otwarte Mistrzostwa Czech w październiku 2018. „WarSowiak” na turnieju w Grodnie (Białoruś) został brązowym medalistą z „Brain-ring”.

## Format
W trakcie gry drużyna 6 znawców próbuje odpowiedzieć na pytania przesłane przez widzów. W przypadku każdego pytania limit czasu wynosi 1 minutę. Aby znaleźć właściwą odpowiedź na pytanie wymagana jest kombinacja umiejętności, takich jak logiczne myślenie, intuicja, wgląd itp. Osoba, która wysłała pytanie, otrzymuje nagrodę pieniężną, jeśli znawcy nie mogą udzielić poprawnej odpowiedzi, a drużyna znawców otrzymuje punkty, jeśli uda im się odpowiedzieć poprawnie.
Podstawowe zasady gry to:
- Gra rozgrywa się pomiędzy „drużyną widzów telewizyjnych” a drużyną sześciu znawców. Widzowie zadają pytania znawcom, a znawcy podczas jednominutowej dyskusji wykorzystując technikę burzy mózgów starają się znaleźć odpowiedź na zadane pytanie.
- Jeśli znawcy odpowiedzą poprawnie na pytanie, zdobywają punkt. Jeśli ich odpowiedź jest błędna, zespół widzów otrzymuje punkt, a widz, który przesłał to pytanie, otrzymuje nagrodę pieniężną. Znawcy nie otrzymują nagród pieniężnych, z wyjątkiem najlepszego gracza na wypadek, gdyby wygrał finałowy grę serii lub roku.
- Znawcy siedzą przy okrągłym stole podzielonym na 13 sektorów, z których 12 zawierają koperty z pytaniami wysyłanymi przez widzów, które zostały wcześniej wybrane i sprawdzone przez osoby za to odpowiedzialne, podczas gdy 13 sektor wskazuje pytanie wybrane losowo przy pomocy komputera wśród pytań przesłanych przez Internet podczas transmisji gry. Pytania z 13 sektora nie są wstępnie sprawdzane, dlatego ich jakość nie jest gwarantowana. Na środku stołu – bąk ze strzałką – zabawka dla dzieci, specjalnie zaprojektowana do celów gry
- Strzałka wybiera sektor, który będzie grany dalej. Jeśli strzałka wskazuje na sektor, który już został zagrany, wybierany jest następny sektor zgodny z ruchem wskazówek zegara.
- Pytaniu mogą towarzyszyć przedmioty materialne lub nośniki (wideo lub audio) demonstrowane graczom.
- Czasami temat pytania znajduje się wewnątrz „czarnej skrzynki”, która jest wprowadzana do pokoju i umieszczana na stole, ale nie otwierana, dopóki poprawna odpowiedź nie zostanie ogłoszona. W tym przypadku pytanie kończy się zwykle zwrotem co jest w czarnej skrzynce?
- Znawcy mogą odpowiedzieć na to pytanie natychmiast, unikając jednominutowej dyskusji. Następnie, jeśli ich odpowiedź jest poprawna, otrzymują minutę rezerwową, którą można wykorzystać do omówienia dowolnego innego pytania. Jeśli ich odpowiedź jest błędna, minuta zostaje utracona.
- Zazwyczaj członkowie innych zespołów znawców biorą udział w grze i nieformalnie omawiają pytania podczas występu. Jeden raz podczas gry, ale tylko wtedy, gdy zespół widzów jest na prowadzeniu, drużyna grająca może poprosić o pomoc innych graczy obecnych w sali. Pomimo faktu, że drużyny rywalizują ze sobą i nie mają żadnych materialnych powodów, aby pomagać, tradycje współpracy w klubie i przyjaźń (nawet pomiędzy członkami różnych drużyn) zwykle zachęcają ich do zaproponowania drużynie grającej najlepszych odpowiedzi które mają. Jeżeli znawcy odpowiedzieli poprawnie wykorzystując pomóc klubu, autor pytania otrzymuje nagrodę.
- Gra trwa do 6 punktów zdobytych przez którąś ze stron.
- Kiedy znawcy zdobędą 5 punktów, mogą ogłosić „rundę finałową”, co oznacza, że tylko jeden znawca pozostaje do rozegrania rundy. To usuwa wynik, a to pytanie „kosztuje” 6 punktów. Znawca musi podać dokładną odpowiedź (wszelkie odmiany nie są akceptowane), aby wygrać z wynikiem 6:0.
- Istnieje również reguła „Minuta na kredyt”. Znawcy mogą poprosić o nią tylko wtedy, gdy „zespół widzów” ma 5 punktów. Znawcy muszą odpowiedzieć na dowolne kolejne pytanie bez jednominutowej dyskusji (lub trzech pytań w sektorach błyskawicznych) lub jeśli znawcy doszli do wyniku 5-5, muszą odpowiedzieć na ostatnie pytanie natychmiast.

## Znawcy – zdobywcy kryształowych sów
| Rok  | Zwycięzca |
| ---- | --- |
| 1984 | Nurali Łatypow |
| 1985 | Marina Goworuszkina |
| 1986 | Leonid Władimirski |
| 1987 | Oleg Dołgow Nejko Nejkow |
| 1988 | Nikita Szangin |
| 1989 | Władisław Petruszko |
| 1990 | Aleksandr Druź |
| 1991 | Fiodor Dwiniatin (lato) Władimir Mołczanow (zimowe) |
| 1992 | Aleksiej Blinow (lato) Andriej Kozłow(lato) Aleksandr Druź (zimowe) |
| 1993 | Ludmiła Jolszyna (Gerasimowa) (lato) Aleksiej Blinow (zimowe) |
| 1994 | Fiodor Dwiniatin (lato) Andriej Kozłow (zimowe) |
| 1995 | Aleksandr Rubin (lato) Aleksandr Druź (zimowe) |
| 1996 | Aleksandr Rubin (lato) |
| 1997 | Maksim Potaszow (zimowe) |
| 1998 | Gieorgij Żarkow (lato) Borys Burda (zimowe) |
| 2000 | Aleksandr Druź (jesień) Boris Burda (zimowe, 2) Aleksandr Białko (zimowe) Ałła Damsker (zimowe) Fiodor Dwiniatin (zimowe) Marina Druź (zimowe) Dmitrij Jeriomin (zimowe) Maksim Potaszow (zimowe, 2) Siergiej Carkow (zimowe) |
| 2001 | Wiktor Sidniew (lato) Rowszan Askierow (zimowe) |
| 2002 | Fiodor Dwiniatin (wiosna) Dmitrij Konowalenko (lato) Michaił Mun (jesień) |
| 2003 | Walentina Gołubiewa (latem i jesienią) Inna Druź (zimowe) |
| 2004 | Aleś Muchin (wiosna) Asia Szawinska (lato) Ilja Nowikow (jesień) |
| 2006 | Aleksandr Druź (lato) Andriej Byczutkin (jesień) |
| 2008 | Borys Burda (zimowe) Aleksiej Kapustin (zimowe) Andriej Kozłow (zimowe) Ihor Kondratiuk (zimowe) Władimir Mołczanow (zimowe) Nikołaj Siłantjew (zimowe, 2)                                                                    |
| 2009 | Dmitrij Awdiejenko (zimowe) |
| 2010 | Balakişi Qasımov (zimowe) Dmitrij Awdiejenko (zimowe) Władimir Antochin (zimowe) Jełyzaweta Owdijenko (zimowe) Michaił Skipski (zimowe) Julija Łazariewa (zimowe)                                                             |
| 2011 | Jełyzaweta Owdijenko (wiosna) Grigori Alhazov (lato) |
| 2012 | Druź Aleksandr (wiosna) |

## Lokalne wersje teleturnieju na świecie
| Kraj              | Nazwa                    | Prowadzący                                                                           | Premiera             |
| ----------------- | ------------------------ | ------------------------------------------------------------------------------------ | -------------------- |
| Armenia           | Что? Где? Когда?         | Karen Koczarjan                                                                      | luty 2002            |
| Azerbejdżan       | Nə? Harada? Nə zaman?    | Balakişi Qasımov                                                                     | 2006                 |
| Białoruś          | Что? Где? Когда?         | Aleś Muchin                                                                          | marzec 2009          |
| Bułgaria          | Какво? Къде? Кога?       | Władimir Woroszyłow                                                                  | 13-15 listopada 1987 |
| Gruzja            | რა? სად? როდის?          | Georgij Mosidze                                                                      | 6 października 1996  |
| Kazachstan        | Что? Где? Когда?         | Balakişi Qasımov                                                                     | 30 września 2011     |
| Litwa             | Kas? Kur? Kada?          | Robertas Petrauskas                                                                  | 15 kwietnia 2012     |
| Rosja             | Что? Где? Когда?         | Aleksandr Maslakow (1975-1976), Władimir Woroszyłow (1977-2000), Boris Kriuk (2001-) | 4 września 1975      |
| Turcja            | Aklın Yolu Bir           | Oktay Kaynarca                                                                       | kwiecień 2011        |
| Stany Zjednoczone | Million Dollar Mind Game | Vernon Kay                                                                           | 23 października 2011 |
| Ukraina           | Що? Де? Коли?            | Ołeksandr Androsow                                                                   | marzec 2008          |
| Włochy            | Million Dollar Mind Game | Teo Mammucari                                                                        | 2012                 |